# Torre Angela

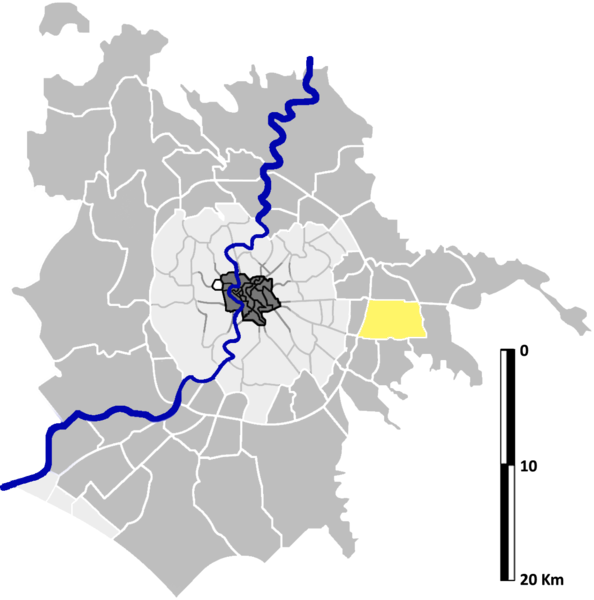
Localisation de Torre Angela sur la carte administrative de Rome.

Torre Angela est une zona di Roma (zone de Rome) située à l'est de Rome dans l'Agro Romano en Italie. Elle est désignée dans la nomenclature administrative par Z.XIII et fait partie du Municipio VI. Sa population est de 79 358 habitants répartis sur une superficie de 16,79 km2.
Il forme également une « zone urbanistique » désigné par le code 8.f, qui compte en 2010 : 88 262 habitants.

## Histoire
Cette zone de Rome tient son nom d'une tour médiévale du XIVe siècle ayant appartenu à Angelo Del Bufalo.

## Lieux particuliers
- Église Santa Rita a Torre Angela (1960)
- Église Santi Simone e Giuda Taddeo (1961)
- Église San Massimiliano Kolbe
- Église San Luigi di Montfort
- Église Santa Maria Madre del Redentore
- Église Sant'Edith Stein